# Wacław Wantuch
Wacław Wantuch (ur. 1965 w Tuchowie) – artysta malarz, do 2016 roku fotografik i pisarz. Tworzy przede wszystkim akty kobiece. Ukończył Akademię Sztuk Pięknych w Krakowie. Autor książki Kamień wawelski? (Castor, Kraków, 1992) i albumów fotograficznych. Wystawiał w kraju i za granicą. Jego znakiem rozpoznawczym są zaskakujące ujęcia, a także mistrzowska gra światła na fotografowanej modelce.
W swojej pracowni samodzielnie uciera farby z olejem lnianym bazując na technologiach wielkich mistrzów z początków wynalezienia malarstwa olejnego i techniki laserunku.

## Edukacja
W 1986 roku po ukończeniu Państwowego Liceum Sztuk Plastycznych w Nowym Wiśniczu zaczyna pracę w Pracowni Konserwacji Dzieł Sztuki w Olsztynie, gdzie zajmuje się renowacją dzieł sztuki powstałych w okresie od średniowiecza, renesansu do baroku. W Olsztynie dołączył do prywatnej Szkoły Tadeusza Piotrowskiego (absolwenta Warszawskiej ASP), gdzie poznaje i ćwiczy technologie mistrzów włoskiego renesansu. W latach 1987–1992 studiował na Akademii Sztuk Pięknych w Krakowie. Praca dyplomowa „Kamień, światło, dźwięk” stała się inscenizacją w Teatrze im. Juliusza Słowackiego w Krakowie.

## Albumy
- „Platinum” – wydawnictwo Migavka sp.z o.o. Warszawa 2016[5]
- „Akty” – Wydawnictwo BoSz, Olszanica 2010[6]
- „Akt2” – Wydawnictwo BoSz, Olszanica 2006[7]
- „Akt” – Wydawnictwo BoSz, Olszanica 2003[8]
- „Kraków, Cracow” – wydawnictwo Art Partner, Kraków 2003[9]
- „Kraków, Cracow – Krakau, Cracovie”, wydawnictwo Sepia collection, Kraków 2001[10]
- książka „Kamień wawelski?” – wydawnictwo Castor, Kraków 1992[2]

## Prace w kolekcjach muzealnych[1]
- Muzeum Narodowe we Wrocławiu
- Muzeum Historii Fotografii w Krakowie
- Muzeum Śląska Opolskiego w Opolu

## Wybrane wystawy indywidualne
- 2024 – Galeria Strefa – ASP, Karaków[11]
- 2022 – Galeria Sztuki Współczesnej, Kołobrzeg[12]
- 2022 – Galeria Sztuki Spot/W, Warszawa[1]
- 2022 – Galeria BWA Wałbrzych[13]
- 2018 – NCK, Kraków[14]
- 2016 – Galeria Leica, Warszawa[15]
- 2014 – Galeria Sztuki „Dwór Karwacjanów”, Gorlice[16]
- 2013 – Galeria Aresztu Śledczego „Za kratą”, Kielce[17]
- 2012 – Państwowa Galeria Sztuki w Sopocie, Sopot[18]
- 2012 – Muzeum Regionalne SCK Jadernówka, Mielec[19]
- 2012 – Muzeum Mazowieckie w Płocku, Płock[20]
- 2012 – BWA Zamek Książ, Wałbrzych[21]
- 2011 – Oficyna Dworska w Szymbarku, Szymbark[22]
- 2011 – Muzeum Fotografii w Bydgoszczy, Bydgoszcz[23]
- 2011 – Galeria ZPAF, Warszawa[24][25]
- 2011 – Galeria BWA, Skierniewice[26]
- 2011 – BWA Galeria Fotografii, Kielce[27]
- 2011 – Tarnowskie Centrum Kultury[28][29]
- 2010 – Galeria BWA, Nowy Sącz[26]
- 2010 – Galeria BWA, Krosno[30]
- 2009 – Zamek Sielecki w Sosnowcu, Sosnowiec[31]
- 2009 – Miejska Galeria Sztuki, Częstochowa[32]
- 2009 – Galeria BWA, Kalisz[33]
- 2009 – Galeria BWA, Gorzów Wielkopolski[34]
- 2009 – Zamek Krzyżacki w Malborku, Malbork[35]
- 2008 – Galeria Teatru Gardzienice, Lublin[36]
- 2006 – Galeria „Luksfera”, Warszawa[37]
- 2003 – Stara Galeria ZPAF, Warszawa[38]